# Andilly (Charente-Maritime)
Andilly ist eine französische Gemeinde mit 2.314 Einwohnern (Stand 1. Januar 2022), die im Département Charente-Maritime und in der Region Nouvelle-Aquitaine liegt. Sie gehört zum Arrondissement La Rochelle und zum Kanton Marans.

## Geografie
Andilly liegt etwa fünf Kilometer südlich von Marans und rund 20 Kilometer nordwestlich von La Rochelle auf einer Höhe zwischen 0 und 24 m über dem Meeresspiegel, die mittlere Höhe beträgt ca. 13 m. Das Gemeindegebiet liegt im Regionalen Naturpark Marais Poitevin und umfasst 28,63 km² (2863 ha). Die Bevölkerungsdichte beträgt 52 Einwohner pro km². Das Gemeindegebiet wird vom Canal du Curé durchquert.
Nachbargemeinden sind Villedoux, Marans und Longèves.

## Bevölkerungsentwicklung
| 1962 | 1968 | 1975 | 1982 | 1990 | 1999 | 2016 | 2019 |
| ---- | ---- | ---- | ---- | ---- | ---- | ---- | ---- |
| 916  | 964  | 1075 | 1352 | 1481 | 1478 | 2217 | 2272 |

## Sehenswürdigkeiten
- Kirche Saint-Nazaire